# 31 (عدد)
31 (واحد وثلاثون) هو عدد صحيح  يلي العدد 30 ويسبق العدد 32 وهو عدد طبيعي موجب.